# Artiste aveugle
 (juillet 2024).
La mise en forme du texte ne suit pas les recommandations de Wikipédia : il faut le « wikifier ».
Les points d'amélioration suivants sont les cas les plus fréquents :
- Les titres sont pré-formatés par le logiciel. Ils ne sont ni en capitales, ni en gras.
- Le texte ne doit pas être écrit en capitales (les noms de famille non plus), ni en gras, ni en italique, ni en « petit »…
- Le gras n'est utilisé que pour surligner le titre de l'article dans l'introduction, une seule fois.
- L'italique est rarement utilisé : mots en langue étrangère, titres d'œuvres, noms de bateaux, etc.
- Les citations ne sont pas en italique mais en corps de texte normal. Elles sont entourées par des guillemets français : « et ».
- Les listes à puces sont à éviter, des paragraphes rédigés étant largement préférés. Les tableaux sont à réserver à la présentation de données structurées (résultats, etc.).
- Les appels de note de bas de page (petits chiffres en exposant, introduits par l'outil «  Source ») sont à placer entre la fin de phrase et le point final[comme ça].
- Les liens internes (vers d'autres articles de Wikipédia) sont à choisir avec parcimonie. Créez des liens vers des articles approfondissant le sujet. Les termes génériques sans rapport avec le sujet sont à éviter, ainsi que les répétitions de liens vers un même terme.
- Les liens externes sont à placer uniquement dans une section « Liens externes », à la fin de l'article. Ces liens sont à choisir avec parcimonie suivant les règles définies. Si un lien sert de source à l'article, son insertion dans le texte est à faire par les notes de bas de page.
- La présentation des références doit suivre les conventions bibliographiques. Il est recommandé d'utiliser les modèles {{Ouvrage}}, {{Chapitre}}, {{Article}}, {{Lien web}} et/ou {{Bibliographie}}. Le mode d'édition visuel peut mettre en forme automatiquement les références.
- Insérer une infobox (cadre d'informations à droite) n'est pas obligatoire pour parachever la mise en page.

Pour une aide détaillée, merci de consulter Aide:Wikification.
Si vous pensez que ces points ont été résolus, vous pouvez retirer ce bandeau et améliorer la mise en forme d'un autre article.
 (août 2024).
Le contenu est difficilement compréhensible vu les erreurs de traduction, qui sont peut-être dues à l'utilisation d'un logiciel de traduction automatique.
 (août 2024).
 (juillet 2024).
Si vous disposez d'ouvrages ou d'articles de référence ou si vous connaissez des sites web de qualité traitant du thème abordé ici, merci de compléter l'article en donnant les références utiles à sa vérifiabilité et en les liant à la section « Notes et références ».
Un artiste aveugle est une personne qui ne peut pas voir normalement mais qui travaille dans les arts visuels. 
Cette apparente contradiction s'explique par le fait qu'environ seulement 10 % de toutes les personnes atteintes de cécité ne peuvent absolument rien voir. Ainsi, la plupart des personnes aveugles peuvent en fait percevoir un certain niveau de lumière et de formes, et c'est en appliquant cette vision limitée que de nombreux artistes aveugles créent des œuvres d'art intelligibles. De plus, une personne aveugle peut avoir été pleinement voyante et avoir simplement perdu une partie de sa vision à la suite d'une blessure ou d'une maladie. Les artistes aveugles peuvent offrir un aperçu de l'étude de la cécité et des façons dont l'art peut être perçu par les aveugles, afin d'améliorer l'éducation artistique pour les malvoyants.

## Éducation
L'éducation artistique faisait partie intégrante de nombreuses premières institutions pour aveugles, avec une motivation largement religieuse pour leur programme. Par exemple, l'enseignement des arts industriels a été introduit dans les premiers asiles anglais et écossais par leurs fondateurs chrétiens protestants à partir de 1791. Ce programme était censé fournir un éclairage religieux et permettre aux résidents de l'asile de travailler pour atteindre le paradis. Ce que l'on peut appeler l'éducation aux beaux-arts pour les étudiants aveugles ou malvoyants a été documenté pour la première fois à Vienne par l'éducateur Johann Wilhelm Klein. Klein formait des personnes aveugles à sculpter des crucifix, qu'il croyait prévenir les déviances sexuelles de ses étudiants.
Il n'y a pas eu d'éducation généralisée aux beaux-arts dans les écoles pour aveugles avant la fin du XXe siècle, et même lorsqu'elle a été introduite, beaucoup pensaient que les personnes aveugles ne pouvaient ni dessiner ni peindre, mais seulement sculpter ou mouler. Par conséquent, il y a eu de nombreux cas d'exclusion d'élèves aveugles ou malvoyants au début du XXIe siècle.
Malgré la faible inclusion de l'éducation formelle aux arts dans les écoles pour aveugles, il y avait des cours, des visites et des expositions sur les beaux-arts pour les personnes aveugles ou malvoyantes dès les premières années du XXe siècle. Bien que, comme l'éducation artistique dans les écoles pour aveugles, ces cours n'étaient pas répandus avant la fin du XXe siècle. Grâce au travail de personnes telles que l'enseignant autrichien Viktor Lowenfeld, le professeur John Kennedy de l'Université de Toronto, Rebecca Maginnis du Metropolitan Museum of Art, Barry Ginley du Victoria and Albert Museum et des organisations comme Art Beyond Sight, BlindArt et Blind with Camera depuis la fin du XXe siècle, il y a eu une adoption significative de l'éducation aux beaux-arts par les musées. Cette éducation comprenait des cours et des visites bien établis, l'imagerie verbale, les visites audio et la description audio. Des exemples notables d'inclusion dans les musées peuvent être trouvés au Metropolitan Museum of Art, au Victoria & Albert Museum, à la Wallace Collection et au Museum of Modern Art.
Plus récemment, il y a eu des initiatives régionales et nationales pour créer une communauté de pratique pour les professionnels des musées, conçue pour aider ces professionnels à partager leur expertise et leur expérience dans le domaine. Un exemple d'une telle initiative est la Sensing Culture Community of Practice, fondée en 2018.
Il existe un certain nombre de publications qui promeuvent ou discutent des programmes d'éducation pour les aveugles, cherchent à montrer comment l'art peut être constructif pour les aveugles et les malvoyants, et montrent les façons dont les personnes aveugles ou malvoyantes peuvent être enseignées à créer de l'art.
Le livre d'Elisabeth Salzhauer Axel, Art beyond sight: a resource guide to art, creativity, and visual impairment couvre différents sujets comme les significations de la création artistique, la théorie de l'art et la description verbale. Le livre donne différentes suggestions sur la façon dont les aveugles peuvent réellement créer de l'art ; il y a un exemple d'une femme qui n'est pas complètement aveugle mais gravement malvoyante et qui, lorsqu'elle sculpte quelque chose, trouve plus facile de fermer les yeux et de sentir le matériau et la forme plutôt que d'essayer de le voir avec sa vision imparfaite, un peu comme une personne complètement aveugle le ferait. Le livre souligne l'importance du toucher et du ressenti lors de la création artistique sans la vue.
Le livre Drawing and the Blind: Perceptions to Touch, de John Kennedy, se concentre sur les façons dont les aveugles, jeunes et vieux, peuvent percevoir des images et des objets en 3D. Selon Kennedy, les personnes malvoyantes peuvent sentir un objet en 3D puis créer un dessin de l'objet qui peut être facilement reconnu par une personne voyante. Kennedy compare les dessins de la moyenne des personnes aveugles de naissance à ceux d'un enfant voyant. Il remarque que les enfants aveugles sont beaucoup plus disposés à essayer de dessiner que les adultes aveugles sans expérience préalable. Kennedy discute du fait que les aveugles peuvent percevoir un dessin fait de lignes en relief, ainsi que des objets en 3D ayant une forme et un volume.
Le livre Arts Culture and Blindness, de Simon Hayhoe, présente une étude sociale des étudiants en arts malvoyants et aveugles in situ, leur compréhension et leur pratique des arts visuels et leur réaction aux attitudes de leurs enseignants, passés et présents. Il analyse le sujet de la culture de l'éducation, les effets de cette culture sur la cécité et les arts visuels et introduit un modèle inclusif d'étude de la cécité et des arts visuels. Dans ses recherches pour Arts, Culture, and Blindness, Simon Hayhoe a collaboré avec des organisations caritatives internationales dans le domaine de la cécité, des galeries, des expositions et des arts, telles que Art Education for the Blind, New York et BlindArt, Londres.
Le livre Blind Visitor Experiences at Art Museums, de Simon Hayhoe, examine la question suivante : Pourquoi une personne aveugle voudrait-elle visiter un musée d'art, même si elle ne peut pas toucher les expositions ? Le livre présente une étude au Metropolitan Museum of Art, New York, et des études de cas de visiteurs aveugles et malvoyants, d'enseignants du musée et d'artistes aveugles, comme Esref Armagan. À travers cette étude, le livre examine les philosophies de l'exclusion et de l'accès, et soutient qu'il existe une dimension supplémentaire à la compréhension des arts visuels par les aveugles ou les malvoyants. Cette dimension peut « agir comme un pont entre la conscience des œuvres d'art à travers la perception et une compréhension de leur contenu au-delà des connaissances perceptuelles. Ce pont entre la conscience et la connaissance non verbale est décrit comme une ambiance fournie par l'environnement et le contexte de la connaissance des œuvres d'art. Cette ambiance est ressentie dans les musées, les galeries et les monuments, et est rendue possible par la proximité du visiteur avec les œuvres d'art. »
Les artistes aveugles ou malvoyants travaillent dans une variété de médias différents et ne sont en aucun cas limités à un seul type d'art. Le site Web de la Blind Artist's Society contient une page où les artistes aveugles peuvent afficher leurs œuvres, et certains types de travaux incluent la peinture de paysages/nature, des modèles physiques, des sculptures en bois, des portraits, des peintures abstraites, des peintures à l'aquarelle et des dessins. Beaucoup sont capables de créer des œuvres d'art réalistes grâce à l'utilisation de la lumière/des ombres et de la perspective dans leurs œuvres.
Les arts textiles à l'aiguille, tels que la couture à la machine, la couture à la main, les tapis tressés, le feutrage à l'aiguille, le tricot et le crochet sont d'autres médiums qu'un artiste malvoyant peut utiliser. Les artistes expérimentés en arts textiles qui ont récemment perdu la vue peuvent continuer à pratiquer leur art/artisanat textile en utilisant quelques techniques adaptatives pour aveugles.

## Contributions à l'étude des déficiences visuelles
Les façons dont les malvoyants peuvent créer de l'art apportent de nouvelles perspectives à l'étude de la perte de vue. Par exemple, Ann Roughton est une artiste paysagiste souffrant de dégénérescence maculaire. Ses peintures incluent non seulement ce qu'elle peut voir avec sa vision partielle, mais son travail inclut également la brume grise qu'elle voit au centre de sa vision à cause de sa dégénérescence maculaire. Ce faisant, elle peint littéralement la vue, offrant une nouvelle perspective sur la perte de vue.

## Organisations
Il existe de nombreuses organisations dans le monde qui offrent une assistance aux aveugles. Il en existe également certaines qui offrent une assistance et un soutien spécifiquement aux artistes aveugles.
Un exemple de ces organisations aux États-Unis est la Blind Artists Society, un groupe de soutien pour les artistes amateurs malvoyants. Fondée en 2007, l'organisation est financée par la Retina Research Foundation et cherche à fournir un environnement où les artistes peuvent se réunir pour exposer et vendre leur art, communiquer avec d'autres artistes et recevoir un soutien. L'organisation organise également des expositions périodiques des œuvres d'artistes aveugles.

## Exemples notables
- John Bramblitt (en) est un peintre américain aveugle et le premier muraliste aveugle.
- Eşref Armağan est un artiste turc né sans yeux.
- Keith Salmon (en) est un artiste malvoyant travaillant dans l'Ayrshire, en Écosse.
- Giovanni Gonnelli (en), sculpteur italien aveugle du XVIIe siècle.
- Michael Naranjo (en), sculpteur amérindien aveugle ayant perdu la vue au Vietnam.
- Gordon Gund (en), sculpteur américain ayant perdu la vue en raison de la rétinite pigmentaire (RP).
- John Dugdale est un photographe ayant perdu la majeure partie de sa vision à cause de la rétinite à CMV.